# Tim Daisy

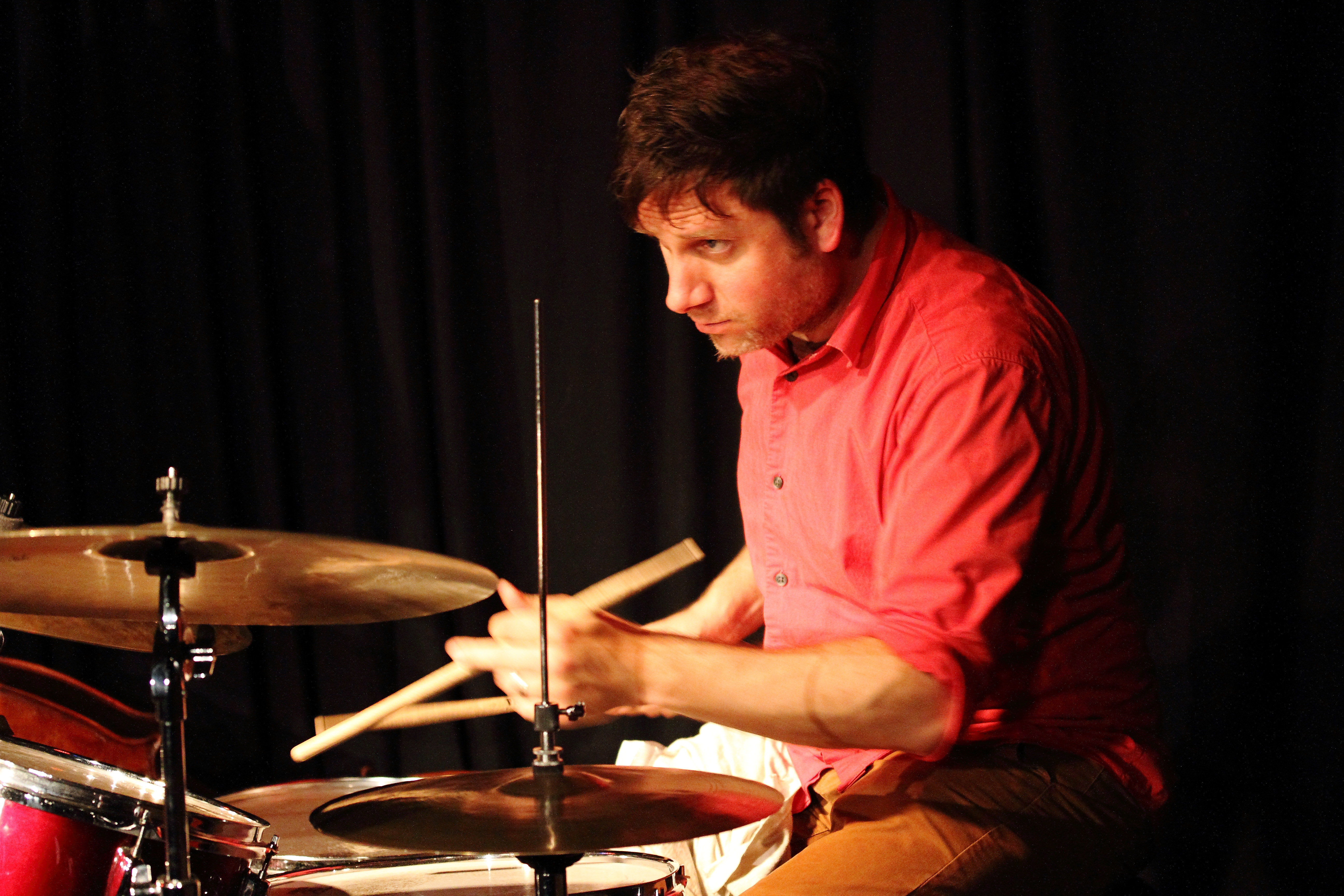
Tim Daisy in Club W71, 2016

Tim Daisy (Waukegan, Illinois, 15 juli 1976) is een Amerikaanse muzikant in de jazz en geïmproviseerde muziek. Hij is drummer, percussionist, vibrafonist en componist.

## Biografie
Daisy werkt sinds 1997 in Chicago, hij speelt als solist en als lid van kamermuziek- en jazzensembles, tevens werkt hij mee aan dans-, theater- en filmproducties. Sinds 2001 is hij lid van het kwintet van Ken Vandermark. Hij speelde o.a. met Joe McPhee, John Tchicai, Fred Lonberg-Holm, James Falzone, Steve Swell, Jeb Bishop, Fred Anderson, Aram Shelton, Mark Tokar en met Dave Rempis, waarmee hij in 2005 het duo-album Back to the Circle maakte, uitgekomen op Okka Disc. Met Frank Rosaly nam hij in 2005 de plaat Boombox Babylon op (Utech Records). In 2013 verscheen A Fine Day in Berlin, gemaakt met Clayton Thomas (bas) en Håvard Wiik (piano), in 2016 het Album On the A and on the B, een duoplaat met Per Åke Holmlander, en in 2017 Red Nation “1” (Relay Recordings).
Voor zijn werk als componist kreeg hij in 2011 een New Music America Composers Assistance Award, alsook de ASCAP Plus Award van American Society of Composers, Authors and Publishers. In de jazz werkte Daisy tussen 2001 en 2012 mee aan 49 opnamesessies.